# Selkirk
Selkirk es una localidad situada en el concejo de Scottish Borders, en Escocia (Reino Unido), con una población estimada a mediados de 2016 de 5580 habitantes.
Se encuentra ubicada al sureste de Escocia, cerca de la costa del mar del Norte y de la frontera con Inglaterra.

## Historia
Selkirk, en gaélico escocés Salcraig, es una villa de Escocia en los Scottish Borders. Situada sobre el Ettrick, un afluente del río Tweed, es la antigua cabeza de partido de Selkirkshire y uno de los más antiguos burghs reales de Escocia. Su nombre está compuesto por kirk (iglesia, cf. church) y de Sel, próximo al nombre de una de las tribus britónicas de Escocia, establecida en la zona central de los Borders, los Selgovae. Sus habitantes son llamados Souters.
A comienzos del siglo XII Selkirk fue el lugar escogido para emplazar la primera abadía de la región de los Scottish Borders fundada por la Orden de Tiron. En 1113 el rey David I concedió a Selkirk grandes donaciones de tierras, pero la comunidad de monjes se trasladó a la Abadía de Kelso en 1128.
Selkirk se vio implicada en la primera guerra de Independencia de Escocia (1296-1328). Se convirtió en burgo real en los años 1300, lo que la convierte en uno de los más antiguos burgos reales de Escocia, famoso antiguamente por su industria lanera.
Fue en la iglesia primitiva de Selkirk donde William Wallace fue nombrado caballero a finales de 1297. Según la tradición, fue allí donde fue proclamado "Guardián del Reino de Escocia". Los hombres de Selkirk participaron en su victoria sobre el puente de Stirling el 11 de septiembre de 1297 y su derrota en la batalla de Falkirk en julio de 1298. Después de la captura y ejecución de William Wallace en 1305, acompañaron al rey Roberto I de Escocia a la batalla de Bannockburn en junio de 1314.
Pero fue en la sangrienta derrota de Flodden Field, el 9 de septiembre de 1513, cuando el rey Jacobo IV de Escocia y un tercio o más del ejército escocés murieron, dejando los recuerdos más dolorosos: de los ochenta voluntarios, solo un superviviente regresó, trayendo de vuelta una sangrienta bandera inglesa, la del Regimiento Macclesfield, un hombre llamado Fletcher, cuya estatua fue erigida frente al Victory Hall. Este evento se conmemora cada año el segundo viernes siguiente al primer lunes de junio: "el día más largo"; incluye una procesión andante por la ciudad, una gran cabalgata por el campo tras la bandera del burgo real, la "presentación de colores" y un minuto de silencio final que se rompe con el himno escocés Flowers of the Forest / Flores del bosque.

## Personalidades famosas nacidas en Selkirk
- Mungo Park, primer occidental en explorar el río Níger.
- James Hogg, poeta y novelista en escocés e inglés (1770-1835).
- Andrew Lang, (1844-1912), poeta, novelista y editor del Harper's Magazine,  interesado en el folklore, la mitología y la religión, autor de numerosos cuentos de hadas.
- William Ritchie Sorley, (1855-1935) profesor de filosofía perteneciente al idealismo británico
- John Rutherford jugador de rugby.
- Peter Blake, actor.